# أمينة المكتبة
أمينة المكتبة (بالإنجليزية: The Personal Librarian) هي رواية نُشرت بالإنجليزية في يونيو 2021 عن دار بيركلي بوكس (Berkley Books)، من تأليف ماري بينيديكت (Marie Benedict) بالشراكة مع فيكتوريا كريستوفر موراي. ترجمها للعربية خالد حافظي سنه 2023 عن دار النشر جدل. يروي الكتاب سيرة بيل دا كوستا غرين، التي كانت أمينة مكتبة شخصية للمصرفي الأمريكي الشهير جون بيربونت مورغان، والتي أصبحت أول مديرة لـ مكتبة ومتحف مورغان (Morgan Library & Museum). يسلط العمل الضوء على مسيرتها المهنية الاستثنائية، ويكشف التحديات التي واجهتها كامرأة من أصول  خفية في بيئة ثقافية وعرقية محافظة خلال أوائل القرن العشرين.

## السياق
اكتشفت المؤلّفة المشاركة ماري بينيديكت شخصية بيل دا كوستا غرين أثناء عملها في مجال المحاماة، وذلك خلال زيارة قامت بها إلى مكتبة مورغان في نيويورك، حيث قدّمت لها أحدى المرشدات معلومات عن أمينة المكتبة لـ جون بيربونت مورغان، ما أثار اهتمامها بهذه الشخصية التاريخية. ورغم أن بينيديكت كانت مهتمة بكتابة عمل أدبي عنها، فإنها لم تشعر أن من الملائم أو المناسب أن تروي قصة امرأة سوداء دون مشاركة كاتبة سوداء. من هذا المنطلق، تعاونت مع الكاتبة فيكتوريا كريستوفر موراي لتأليف الرواية بشكل مشترك.
بعد قراءة ماري بينيديكت لأحد أعمال الكاتبة فيكتوريا كريستوفر موراي، رغبت على الفور في التعاون معها لكتابة قصة بيل دا كوستا غرين. وقد أضفت موراي، وهي كاتبة أمريكية من أصول أفريقية، بُعدًا شخصيًا إلى الرواية، إذ أن جدّتها، التي عاشت في فترة زمنية قريبة من زمن غرين، كانت بدورها قادرة أن تجعل المجتمع يعاملها على أنها امرأة بيضاء.. وفي حديثها عن هذا التعاون، صرّحت موراي لصحيفة واشنطن بوست: «لا أعتقد أن امرأة سوداء وحدها كانت ستنصف بيل، تمامًا كما لا أعتقد أن امرأة بيضاء وحدها كانت ستنصفها أيضًا. كان علينا أن نجد طريقة لدمج هاتين الحياتين معًا من أجلها، وأعتقد أننا نجحنا في ذلك». 

## نبذة
تتتبع الرواية حياة بيل دا كوستا غرين، أمينة مكتبة المصرفي الأمريكي الشهير جي بي مورغان، منذ تعيينها في العشرينات من عمرها لتنسيق مجموعة نادرة من المخطوطات والكتب والأعمال الفنية في مكتبة مورغان الجديدة. نجحت بيل في ترسيخ مكانتها في المجتمع الراقي بنيويورك، وأصبحت شخصية مؤثرة في عالم الفن والأدب، معروفة بذوقها الرفيع ومهارتها في التفاوض على القطع النادرة، مما ساعد في تأسيس مجموعة عالمية المستوى. تمر أحداث الرواية في بداية القرن العشرين، 
تحمل بيل سرًا كبيرًا، وهو أصلها الأفريقي، فهي في الأصل بيل ماريون جرينر، ابنة ريتشار د جرينر، أول أمريكي من أصل أفريقي يتخرج من جامعة هارفارد وناشط بارز في مجال المساواة. كانت تضطر لإخفاء أصلها الأفريقي وسط مجتمع عنصري يميّز على أساس لون البشرة، مدعيةً تراثًا برتغاليًا يسمح لها بالظهور كامرأة بيضاء.
تسلط الرواية الضوء على نجاحاتها المهنية وصراعها الداخلي مع هويتها العرقية، إلى جانب التحديات الاجتماعية والتاريخية التي واجهتها، مقدمة قصة امرأة استثنائية بذلت جهودًا كبيرة لحماية عائلتها وإرثها في مجتمع أمريكي يعاني من العنصرية.

## الشخصيات الرئيسية
- بيل دا كوستا غرين (بيل ماريون جرينر): البطلة الرئيسية للرواية، أمينة مكتبة شخصية للمصرفي جي بي مورغان، امرأة من أصول أفريقية اضطرت لإخفاء هويتها الحقيقية لتنجح في مجتمع عنصري صعب. تتميز بذكائها، وحرفيتها، وذوقها الرفيع في مجال الفن والأدب.
- جي بي مورغان: المصرفي الأمريكي الشهير الذي عيّن بيل لتنسيق مجموعته الخاصة من المخطوطات والكتب النادرة، وله دور محوري في دعم مسيرتها المهنية.
- ريتشار د جرينر: والد بيل، أول أمريكي من أصل أفريقي يتخرج من جامعة هارفارد وناشط معروف في مجال الدفاع عن حقوق المساواة.
- والدة بيل دا كوستا غرين: شخصية داعمة في حياة بيل، تظهر في الرواية كجزء من خلفيتها العائلية التي ساعدتها على مواجهة تحديات المجتمع العنصري، ورمزًا للصلابة والإصرار  وحماية مستقبل العائلة، قامت بتغيير هوية العائلة حماية لها من العنصرية

## الاستقبال
حظيت رواية أمينة المكتبة بشعبية واسعة ضمن نوادي القراءة، حيث اختيرت كإحدى الكتب المميزة في عدة مناسبات، من بينها نوفمبر 2021، ومارس 2022، وأبريل 2022.
في عام 2021، اختيرت الرواية  ضمن قائمة "المفضّلة بين المفضّلات" التي تصدرها Library Reads، كما صنّفتها مجلة Booklist ضمن أفضل عشرة أعمال في فئة الرواية التاريخية. وقد رُشحت الرواية أيضًا لجائزة اختيارات جود ريز Goodreads لأفضل رواية تاريخية.
حازت الرواية على مراجعات متميزة، من بينها مراجعتان بنجمتين من مجلتي بوك ليست Booklist وLibrary Journal، كما تلقّت تقييمات إيجابية من عدد من وسائل الإعلام والصحف.
في مراجعتها المميزة في مجلة Booklist، كتبت دونا سيمن أن «كل عنصر في هذه الرواية التاريخية الضخمة مشوّق وكاشف، بدءًا من البطلة المذهلة التي بُنيت بعناية مدهشة على شخصية بيل دا كوستا غرين». أما باميلا أوسوليفان، فقد أشادت في مراجعتها المميزة لمجلة Library Journal بـواقعية السرد، وكتبت: «هذا التصوير الروائي لحياة غرين يبدو أصيلاً؛ فقد نجح المؤلفان في إحياء شخصية بيل وكل من يحيط بها. إنها رواية تاريخية ممتازة سيجد الكثير من القراء صعوبة في التوقف عن قراءتها».
قدمت مجلة Publishers Weekly مراجعة إيجابية للرواية، مشيرة إلى أن المؤلفتين بينيديكت وموراي «قمن بعمل رائع في تجسيد شغف بيل وإصرارها وهي تصنع لنفسها مكانًا في مجتمع ذكوري متحيز عنصريًا».
في مقال لها في صحيفة The Christian Science Monitor، أشارت هيذر ماكالبين إلى أن تعاون بينيديكت وموراي "أثمر قراءة شيقة ومدروسة جيدًا، يؤكد المؤلفان أنها مستندة إلى 'الحقائق المتاحة'"، مع الإشارة إلى أنه "تم اتخاذ بعض الحريات الأدبية بالطبع".
على عكس الرأي السائد، قدمت مجلة Kirkus Reviews مراجعة متباينة لرواية أمينة المكتبة، مشيرة إلى أن الرواية "رغم ما تقدمه من معلومات تعليمية حول مجموعة مورغان والظلم العنصري، إلا أنها تحتوي على شرح مفرط وحوارات متكلفة — حيث تميل الشخصيات، وبخاصة بيل، إلى الخطابة أكثر من النقاش". كما انتقدت المجلة الطريقة التي ملأ بها المؤلفان جوانب من حياة بيل بسبب نقص السجلات التاريخية المتعلقة بالعديد من التفاصيل الشخصية الواردة في الكتاب.

## كتب وتحف ذكرت في الرواية
- كتاب الإنجيل
- كتاب موت آرثر، نسخة الكاكستون
- مجلدات الشاعر فرجيل
- ساعة نابوليون
- دفتر ملاحظات دافنشي
- أوراق شكسبير
- رسائل الرئس جورج واشنطن